# ピリップス・アラブス
マルクス・ユリウス・ピリップス（ラテン語: Marcus Julius Phillippus, 204年頃 - 249年）は、軍人皇帝時代のローマ皇帝（在位：244年 - 249年）。ピリップス・アラブス（Philippus Arabs）とも呼ばれる。
シリアで流通している100シリア・ポンド紙幣に肖像が描かれている。

## 生涯
ピリップスの若い頃の生活と政治的経歴はあまり知られていないが、シリア属州のダマスクスから南東約55マイルに位置するシャハバで生まれたと伝えられている。ピリップスの家系がアラビア半島出身だったことからピリップスは「アラブス」と呼ばれるようになった。なお、父ユリウス・マリヌスは、ダマスクスの地元のローマ市民で、おそらくはそれなりに有力な市民であったと考えられる。母の名は不明である。史料によれば、兄弟のガイウス・ユリウス・プリスクスはゴルディアス3世のプラエトリアニに所属していた。ピリップスはマルキア・オタキリア・セウェラと結婚し、238年に息子マルクス・ユリウス・セウェルス・ピリップスが生まれた。
ゴルディアヌス3世によるサーサーン朝への侵攻にも同行し、戦争中に病没したガイウス・フリウス・サビニウス・アクイラ・ティメシテウスに代わってプラエフェクトゥス・プラエトリオに就任した。244年のミシケの戦いでゴルディアヌス3世が死去すると、軍中で皇帝宣言を行った。軍隊を率いてローマへ帰り、元老院に皇帝として認められた。おそらくゴルディアヌス3世の死に関与していたと思われる（ピリップスのクーデターともいわれる）。また息子・マルクスもカエサル（副帝）の称号を得て、共同皇帝となった。
皇帝になってからは、パンノニアとモエシアでのゴート族の侵入に対し、戦争を行った。248年にゴート族を退けたものの、軍隊はこの結果に満足しなかった。反乱が起こり、それを鎮圧した後、ピリップスはこの地方の総督にガイウス・メッシウス・クィントゥス・デキウスを指名した。
248年4月、ピリップスはローマ建国（紀元前753年）1000年祭をローマ市内で開催した。1000人以上の剣闘士が参加した剣闘試合や、カバやライオン、キリンといった珍しい動物が提供されるなど、壮麗なイベントであったと伝えられている。一方でティベリウス・クラウディウス・マリヌス・パカティアヌスら、ピリップスに対する軍内からの反乱者が相次いだ。
249年春、パンノニア総督デキウスはドナウ川の軍隊によって皇帝と宣言され、ただちにローマへ進軍を始めた。ピリップスの軍はデキウスの軍と現在のヴェローナ近辺で夏に衝突した。この戦闘でデキウスが勝利し、ピリップスは殺された。敵軍との戦闘の最中のことか、新しい支配者の歓心を買おうとした自軍の兵士によるものかは不明である。デキウスの勝利がローマに伝えられると、当時11歳で共同皇帝であった息子マルクスら一族も皆殺しにされた。
後世の伝承は、教会史家エウセビオスの『教会史』などは、ピリップスを「最初のキリスト教徒ローマ皇帝」としているが、非キリスト教徒の著作にこの言及はなく、疑わしい。またピリップスが治世を通じてローマの国家宗教を続けたこととも矛盾する。エウセビオスによる主張は、ピリップスがキリスト教徒に対し比較的寛容な政策を取ったことに由来すると考えられている。